# Hind Dehiba Chahyd

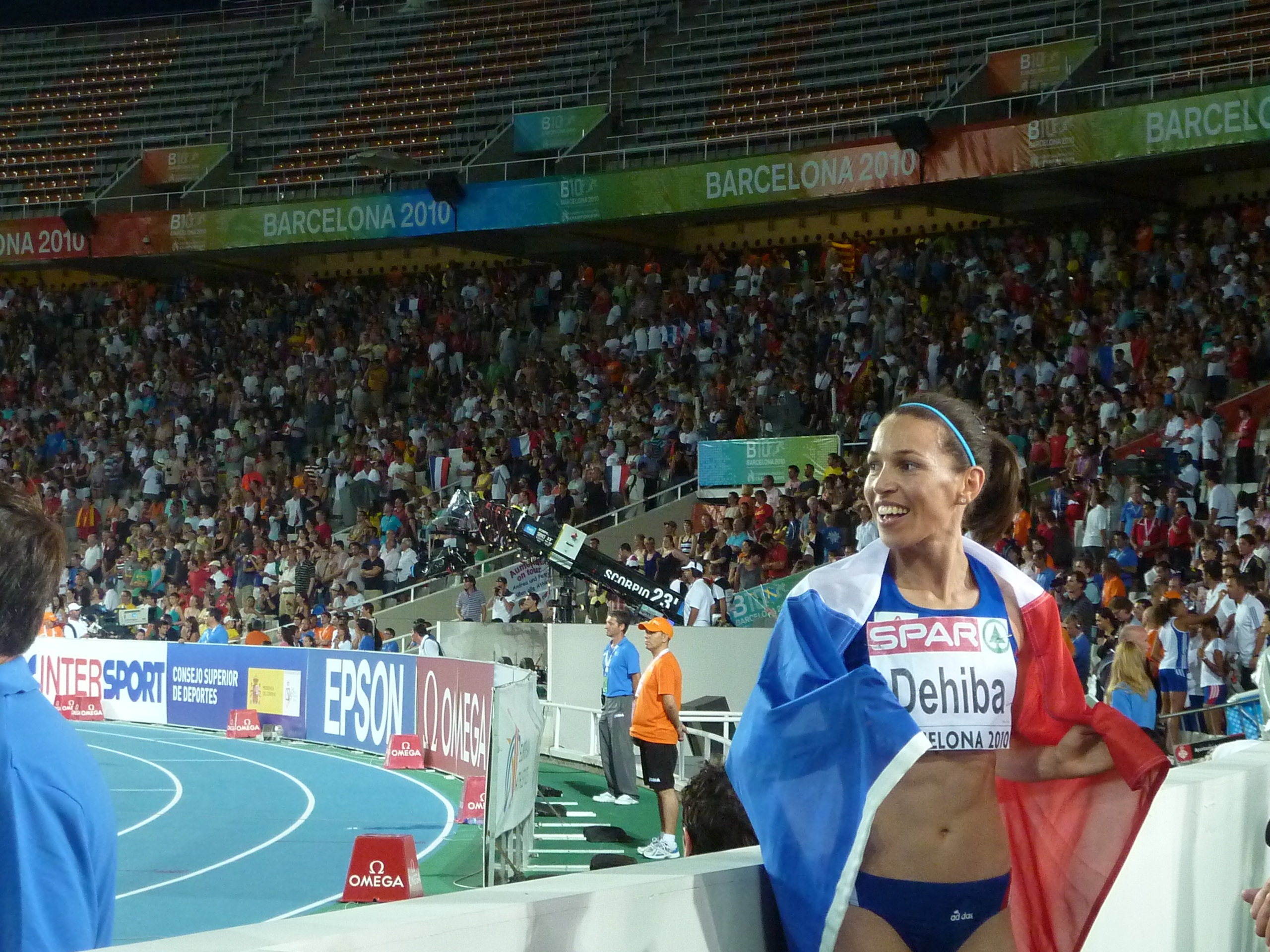
Hind Dehiba bei den Leichtathletik-Europameisterschaften 2010 in Barcelona

Hind Dehiba Chahyd (geb. Chahyd; * 17. März 1979 in Khouribga) ist eine französische Mittelstreckenläuferin marokkanischer Herkunft, die sich auf den 1500-Meter-Lauf spezialisiert hat.

## Karriere
2002 kam sie nach Frankreich, wo sie ihren späteren Ehemann und Trainer Fodil Dehiba kennenlernte. Die beiden heirateten im folgenden Jahr. Am 21. Juli 2004 erhielt sie die französische Staatsbürgerschaft, was ihr ermöglichte, kurz darauf bei den Olympischen Spielen in Athen für Frankreich zu starten. Dort schied sie jedoch im 1500-Meter-Lauf bereits nach den Vorläufen aus.
2005 gewann sie bei den Leichtathletik-Halleneuropameisterschaften in Madrid die Bronzemedaille über 1500 Meter. Im selben Jahr verbesserte sie in Rieti den französischen Freiluftrekord über diese Distanz auf 4:00,49 min. 2006 belegte sie bei den Hallenweltmeisterschaften in Moskau den vierten Rang in französischem Hallenrekord von 4:05,67 min. Bei den Leichtathletik-Europameisterschaften 2006 in Göteborg wurde sie Neunte.
Bei einer Dopingkontrolle am 23. Januar 2007 wurde Dehiba Chahyd des illegalen Gebrauchs von Erythropoetin (EPO) überführt. Daraufhin wurde am 16. Februar eine zweijährige Wettkampfsperre wegen dieses Verstoßes gegen die Dopingbestimmungen über sie verhängt. Nach deren Ablauf nahm Dehiba an den Leichtathletik-Weltmeisterschaften 2009 in Berlin teil, wo sie im 1500-Meter-Lauf in der Halbfinalrunde ausschied.
Im Juli 2010 verbesserte sie den französischen Rekord über 1500 Meter auf 3:59,76 min. Zwei Wochen später feierte sie den bislang bedeutendsten Erfolg ihrer Karriere. Bei den Europameisterschaften in Barcelona gewann sie im 1500-Meter-Lauf die Silbermedaille hinter der Spanierin Nuria Fernández.

## Bestleistungen
- 800 m: 1:59,75 min, 17. September 2005, Shanghai
- 1500 m: 3:59,76 min, 16. Juli 2010, Saint Denis (französischer Rekord)
  - Halle: 4:05,67 min, 12. März 2006, Moskau (französischer Rekord)